# Rita Guerra
Rita Maria de Azevedo Mafra Guerra (Lisbona, 22 ottobre 1967) è una cantante pop, R&B e pop rock portoghese.
Ha partecipato per 2 volte al Festival da Canção: la prima nel 1992 con la canzone Meu amor inventado em mim si aggiudiuca la 2ª posizione mentre la seconda volta, nel 2003, riesce ad aggiudicarsi la competizione. Nello stesso anno partecipa all'Eurovision con la canzone Deixa-me Sonhar.

## Discografia
- 1990 - Pormenores Sem A Mínima Importância
- 1995 - Independence Days
- 2005 - Rita
- 2007 - Sentimento